# منطق طراحی

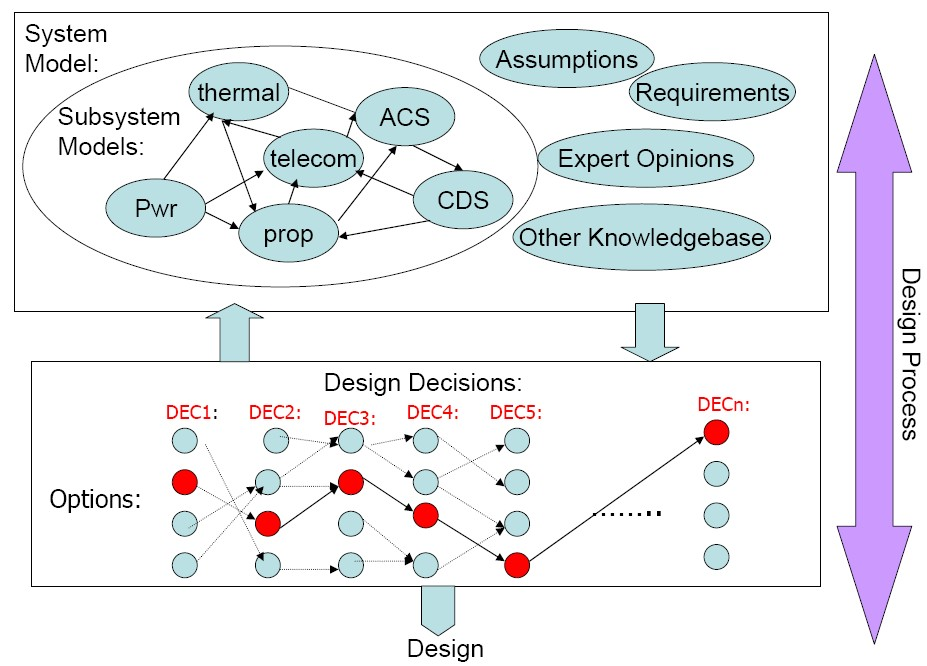
یک ساختار طراحی مبتنی بر تصمیم، که حوزه‌های طراحی مهندسی، منطق طراحی و تجزیه و تحلیل تصمیم را در بر می‌گیرد

منطق طراحی (به انگلیسی: Design Rationale) مستندات صریح از دلایل تصمیمات اتخاذ شده در هنگام طراحی یک سیستم یا مصنوع است. همان‌طور که در ابتدا توسط دبلیو. آر. کونز و هورست ریتل توسعه یافت، منطق طراحی به دنبال ارائه ساختار مبتنی بر استدلال برای فرایند سیاسی و مشارکتی برای پرداختن به مشکلات شرورانه است.

## بررسی اجمالی
منطق طراحی فهرست صریح تصمیمات اتخاذ شده در طول فرایند طراحی و دلایلی است که چرا این تصمیمات گرفته شده‌اند. هدف اصلی آن حمایت از طراحان با ارائهٔ ابزاری برای ثبت و انتقال مناظرات و استدلال پشت فرایند طراحی است. بنابراین باید شامل موارد زیر باشد:
- دلایل پشت تصمیم طراحی،
- توجیه آن،
- سایر گزینه‌های در نظر گرفته شده،
- معاوضه‌های ارزیابی شده، و…
- استدلالی که منجر به این تصمیم شد.

حوزه‌های علمی متعددی در مطالعهٔ منطق طراحی دخیل هستند، مانند علوم کامپیوتر علوم شناختی، هوش مصنوعی، و مدیریت دانش. برای پشتیبانی از منطق طراحی، چارچوب‌های مختلفی مانند کیواُ‌سی، دی‌آرسی‌اس، آی‌بی‌آی‌اس و دی‌آرال پیشنهاد شده‌است.

## تاریخچه
در حالی که قالب‌های استدلال را می‌توان با کارهای استفان تولمین در دههٔ ۱۹۵۰ میلادی ردیابی کرد، ادعاها، حکم‌ها، پشتوانه‌ها و ابطال‌ها، منشأ منطق طراحی را می‌توان به توسعه دبلیو. آر. کونز و هورست ریتل در مورد موضوع جستجو کرد. نشانه‌گذاری سیستم اطلاعاتی مبتنی بر موضوع (آی‌بی‌آی‌اس) در سال ۱۹۷۰ میلادی. چندین نوع از آی‌بی‌آی‌اس از آن زمان ارائه شده‌است.
- اولین مورد، سلسله مراتب رویه‌ای مسائل (پی‌اچ‌آی) بود که برای اولین بار در رسالهٔ دکتری ری مک‌کال[۸] توضیح داده شد، اگرچه در آن زمان نامی از آن ذکر نشد.
- آی‌بی‌آی‌اس نیز در این مورد برای پشتیبانی از مهندسی نرم‌افزار توسط پاتس و برونز اصلاح شد.[۹] سپس رویکرد پاتس و برونز توسط زبان بازنمایی تصمیم (دی‌آرال) گسترش یافت.[۱۰] که خود توسط آرای‌تی‌اسپیک گسترش یافت.[۵]
- گزینه‌ها و معیارهای سؤالات (کیواُ‌سی)، که همچنین به عنوان تحلیل فضای طراحی[۱۱][۱۲] شناخته می‌شود، یک نمایش جایگزین برای منطق مبتنی بر استدلال است، مانند برد-برد[۱۳] و توصیهٔ تصمیم و مدل هدف (دی‌آرآی‌ام).[۱۴]

اولین سیستم مدیریت منطقی (آرام‌اس) پروتکل بود که از پی‌اچ‌آی پشتیبانی می‌کرد و پس از آن سیستم‌های دیگر مبتنی بر پی‌اچ‌آی میکروپولیس و فیدیاس قرار گرفتند. اولین سیستمی که از آی‌بی‌آی‌اس پشتیبانی می‌کرد، اس‌تی‌آی‌ای‌سی هانس دهلینگر بود. ریتل یک سیستم کوچک را در سال ۱۹۸۳ میلادی توسعه داد (آن نیز همچنین منتشر نشد) و جی‌آی‌بی‌آی‌اس شناخته شده‌تر (آی‌بی‌آی‌اس گرافیکی) در سال ۱۹۸۷ میلادی توسعه یافت.
همهٔ رویکردهای موفق دی‌آر شامل استدلال ساختاریافته نیستند. به عنوان مثال، رویکرد تحلیل سناریو-ادعای کارول و راسون منطق سناریوهایی را نشان می‌دهد که نحوهٔ استفاده از سیستم و چگونگی پشتیبانی ویژگی‌های سیستم از اهداف کاربر را توصیف می‌کند. رویکرد کارول و راسون به منطق طراحی برای کمک به طراحان نرم‌افزار و سخت‌افزار کامپیوتری در شناسایی مبادلات اساسی طراحی و استنتاج در مورد تأثیر مداخلات طراحی بالقوه است.